# Astragalus iranshahrii
Astragalus iranshahrii es una especie de planta del género Astragalus, de la familia de las leguminosas, orden Fabales.

## Distribución
Astragalus iranshahrii se distribuye por Irán.

## Taxonomía
Fue descrita científicamente por Maassoumi & D. Podl. Fue publicada en Iran. J. Bot. 4(1): 79 (1988).